# Synelmis annamita
Synelmis annamita är en ringmaskart som beskrevs av José María Alfono Félix Gallardo 1968. Synelmis annamita ingår i släktet Synelmis och familjen Pilargidae. Inga underarter finns listade i Catalogue of Life.